# Claude Mvé
Claude Cédric Mvé Mintsa (Libreville, 15 gennaio 1985) è un ex calciatore gabonese, di ruolo attaccante.